# Бофорт, Генри
Генри Бофорт, более известен, как кардинал Уинчестерский (англ. Henry Beaufort, Cardinal of Winchester; около 1374, Шато-де-Бофор, Маас и Луара, Франция — 11 апреля 1447, дворец Вулвси, Уинчестер, Англия) — английский кардинал, государственный деятель и крупный королевский сановник. Представитель рода Бофортов. Епископ Линкольна с 1 июня 1398 по 19 ноября 1404 года. Епископ Уинчестера с 19 ноября 1404 года. Лорд-канцлер Англии с 1403 по 1405, с 1413 по 1417 и с 1424 по 1426 годы. Кардинал-священник с 24 мая 1426 года, с титулом церкви Сан-Эузебио с 27 мая 1426 года. Кардинал-протопресвитер с 7 марта 1444 года по 11 апреля 1447 года. Участвовал в инквизиционном процессе Жанны д’Арк 1431 года.

## Биография

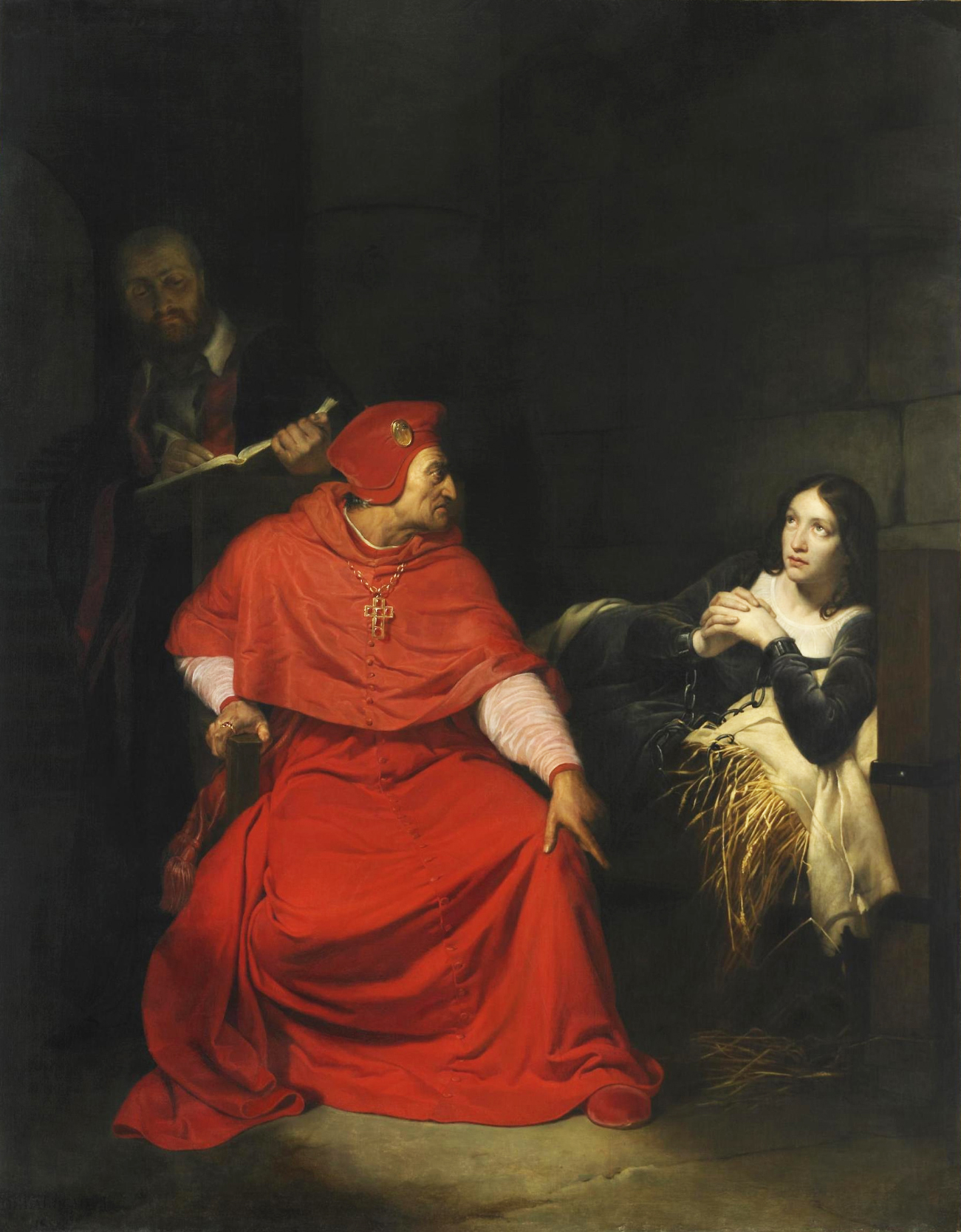
Допрос Жанны Д’Арк кардиналом Уинчестера (Поль Деларош, 1824 год)

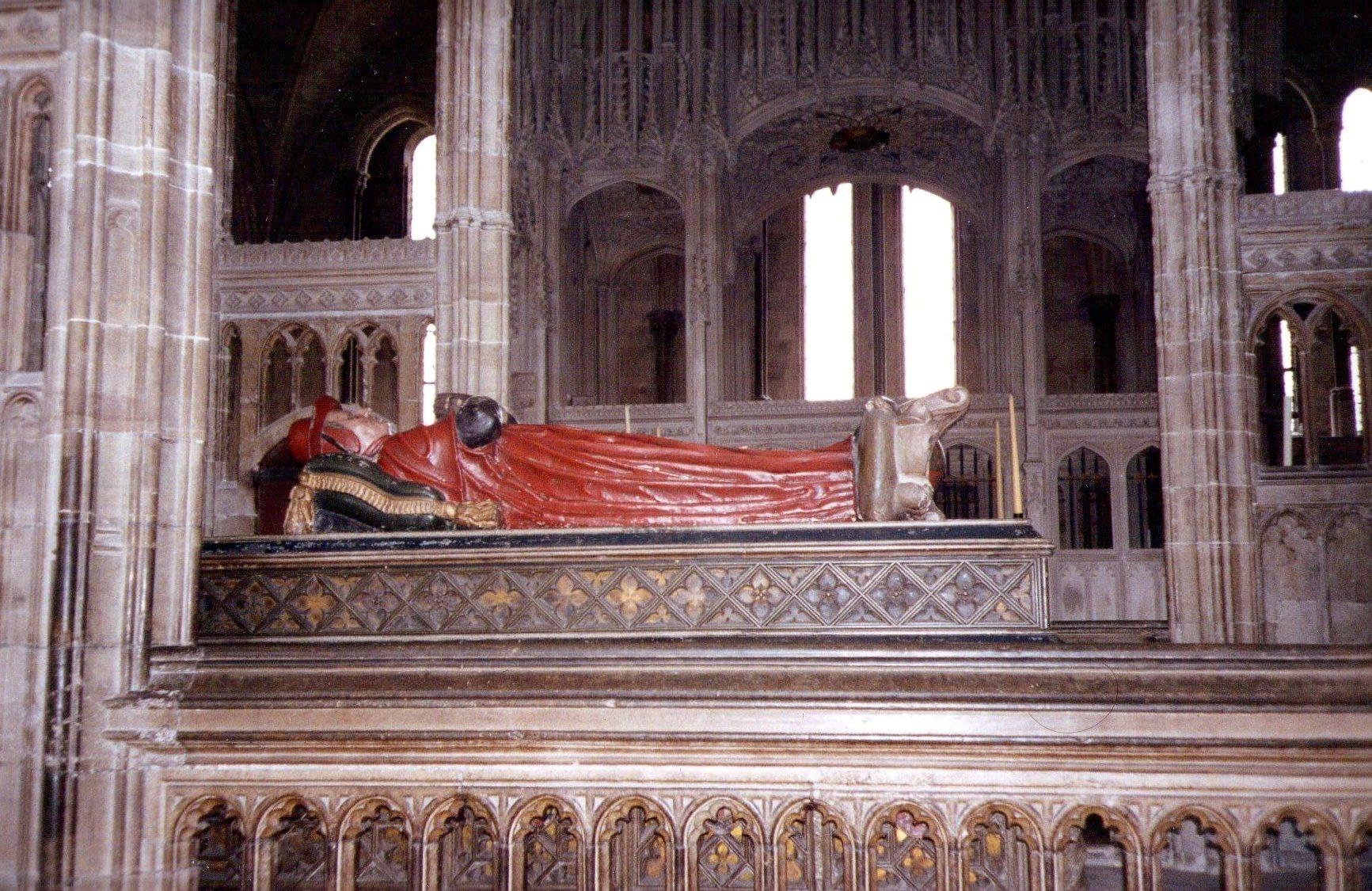
Гробница кардинала Бофорта в Уинчестерском соборе

Родился Генри Бофорт около 1374 года, замке Шато-де-Бофор, что в Маас-и-Луаре, во Франции. Второй из четырёх детей Джона Гонта, первого герцога Ланкастера, и его любовницы Екатерины Роэ, жены сэра Хью Суинфорда, они поженились в 1396 году. Генри Бофорт приходился внуком королю Англии Эдуарду III. Бофорт был крещён в замке, где он родился. Его двоюродный брат, король Ричард II, узаконил четверых детей от этого союза в 1397 году, но они были отстранены от наследования престола. Его фамилия также указывалась как Бофорт-Ланкастер. Генри Бофорта называли Английский кардинал или кардинал Уинчестерский.
Участвовал в четвёртом крестовом походе против гуситов 1427 года и инквизиционном процессе Жанны д’Арк 1431 года.

## Семья
От связи с Элис Фицалан (до 1382 — до 1415) у Генри была одна дочь:
- Джоан Бофорт (ок. 1402 — ок. 1453); муж: сэр Эдвард Стрэдлинг (ок. 1389—1453)